# Camponotus oeningensis
Camponotus oeningensis är en myrart som först beskrevs av Oswald Heer 1850.  Camponotus oeningensis ingår i släktet hästmyror, och familjen myror. Inga underarter finns listade.